# KZ-Außenlager Kaufering VII – Landsberg-Erpfting

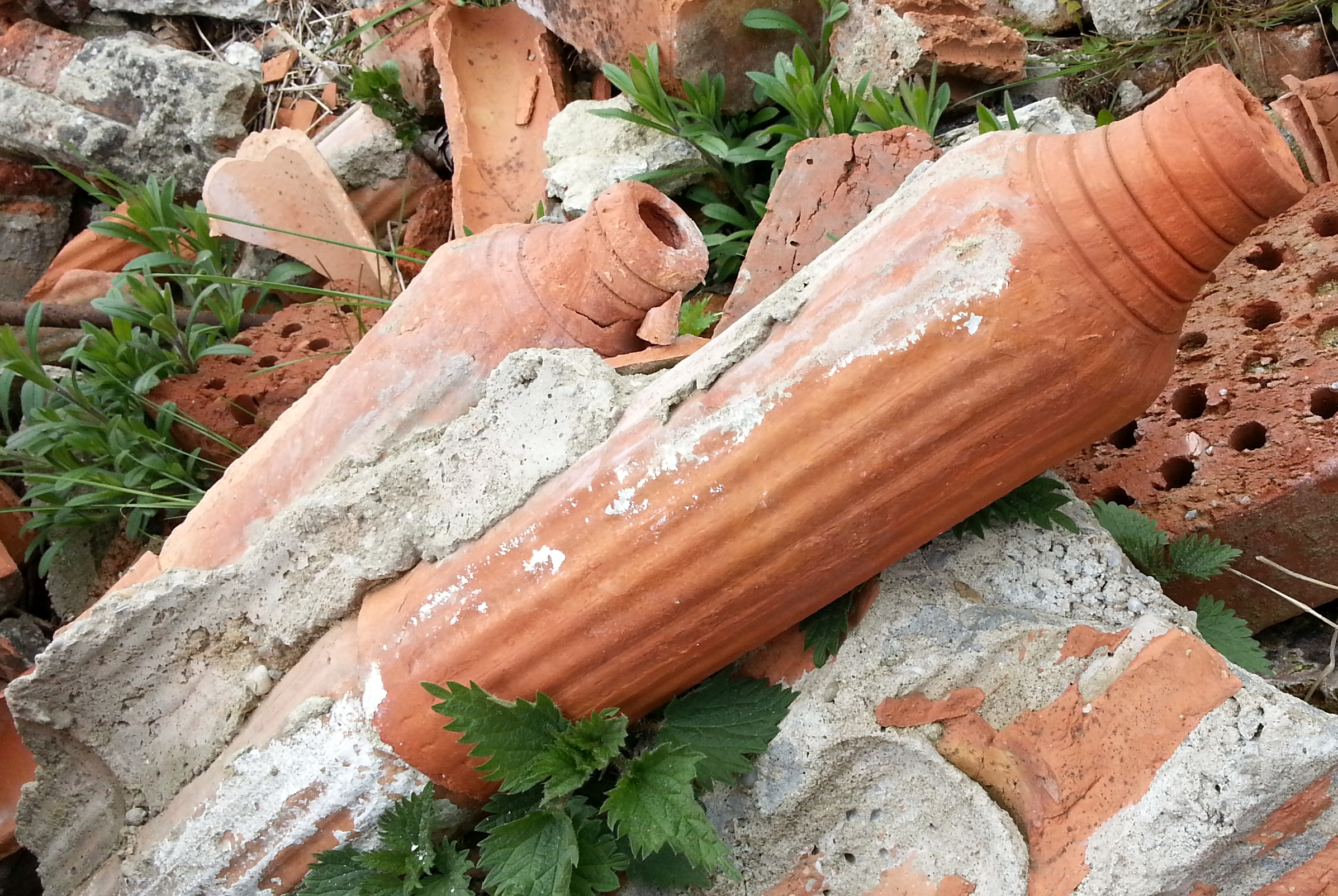
Überreste des Frauenlagers dieses KZ-Außenlagers – „Tonflaschenröhren“.

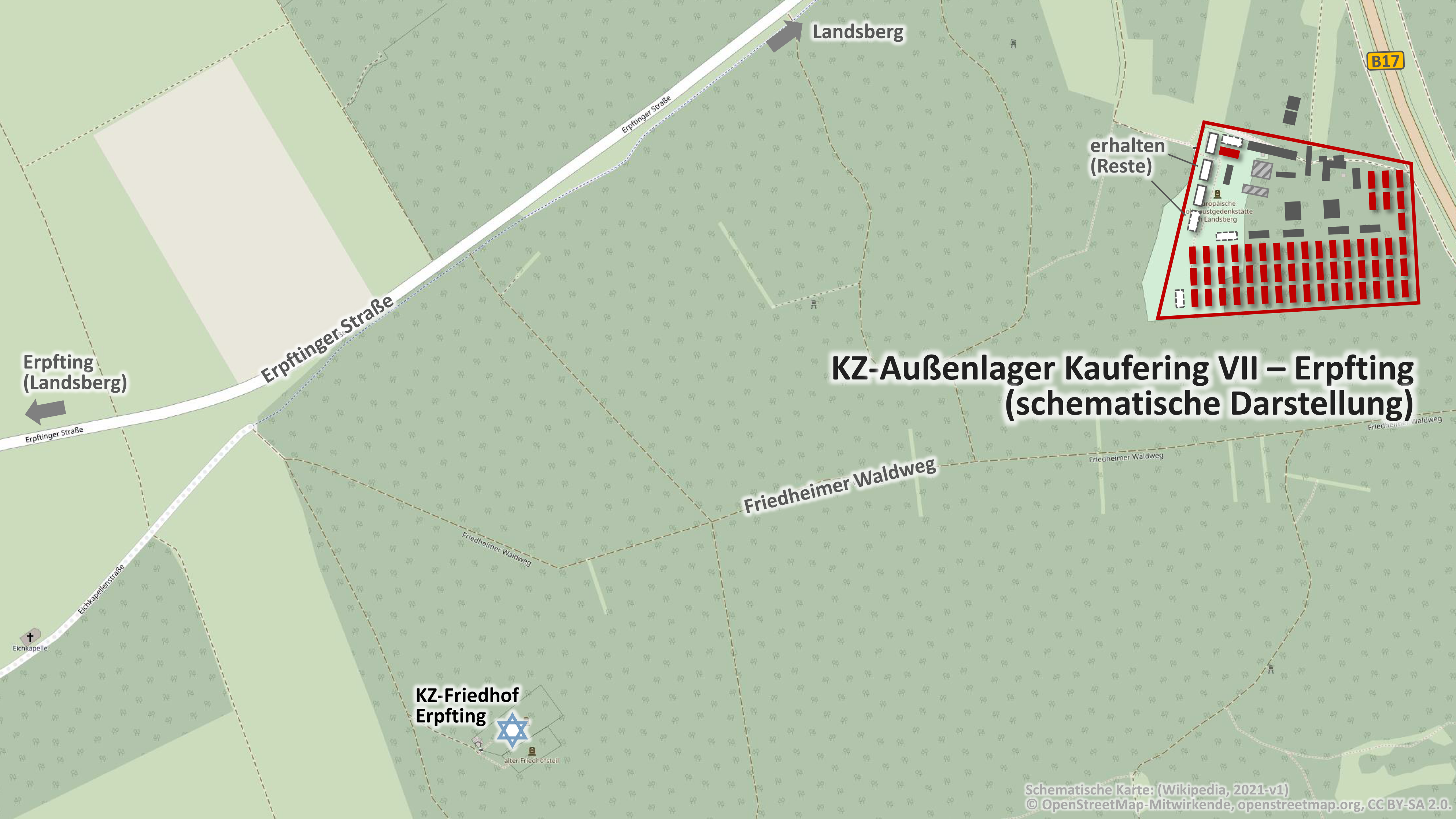
Schematische Karte KZ-Außenlager Kaufering VII – Landsberg-Erpfting, 1945. (s. a. Luftbilder)

Das KZ-Außenlager Kaufering VII – Landsberg-Erpfting war das siebte der elf Lager des Außenlagerkomplexes Kaufering, des größten Komplexes der 169 Außenlager des Konzentrationslagers Dachau. Das KZ-Außenlager befand sich an der Straße zwischen Landsberg am Lech und Erpfting im Südwesten, an der ehemaligen, demontierten Bahnlinie.
In diesem Außenlager wurden ab Mitte September 1944 etwa 2000 bis 3000 männliche sowie 272 weibliche KZ-Häftlinge erwähnt. Die fast ausschließlich jüdischen Gefangenen waren bei völlig unzureichender Ernährung der Vernichtung durch Arbeit ausgesetzt.
Ebenfalls in Landsberg befanden sich die zwei zum KZ-Außenlagerkomplex Kaufering gehörigen KZ-Außenlager Kaufering I – Landsberg mit der Kommandantur und Kaufering XI – Landsberg-Stadtwaldhof. Zudem gab es in Landsberg drei vom KZ-Außenlagerkomplex Kaufering unabhängige KZ-Außenlager, das KZ-Außenlager Landsberg (Penzing) sowie das KZ-Außenkommando Landsberg Dynamit AG (Frauen) mit dessen Pedant mit männlichen KZ-Häftlingen.

## Entstehungshintergrund
Nach der Luftoffensive der Alliierten im Februar 1944 war die deutsche Rüstungsindustrie schwer getroffen. Die Flugzeug-Produktion sollte mittels U-Verlagerung unter die Erde verlagert werden, mit der Leitung beauftragt war der Jägerstab mit weitreichenden Vollmachten. Dieser beauftragte die Organisation Todt (OT) mit Organisation und Herstellung der Großbunker, ursprünglich geplant war eine Länge von 400 Metern bei einem Innendurchmesser von 85 Metern und 25 Metern Innenhöhe, mit mindestens fünf Metern Wandstärke. Mit dem massiven Einsatz von etwa 30.000 größtenteils an Baufirmen vermieteten KZ-Häftlingen im KZ-Außenlagerkomplex Kaufering sollten drei Großbunker für die Fertigung u. a. des Strahlflugzeugs Messerschmitt Me 262 erstellt werden: „Weingut II“, „Diana II“ und „Walnuss II“.

## Errichtung und Betrieb des KZ-Außenlagers
Das Lager wurde für eine Gesamtkapazität von 3100 Gefangenen errichtet. Es lag in der Nähe von Held & Francke (Tarnname „Erich II“), zur Herstellung von Fertigbetonteilen für den Großbunker Diana II, die Häftlinge mussten wohl auch direkt auf den Baustellen der Großbunker Diana II und Weingut II arbeiten.
Lagerführer waren unter anderem SS-Obersturmführer Arno Lippmann und Johann Baptist Eichelsdörfer.
Ab Herbst 1944 wurde es wegen der Typhus-Epidemie als Krankenlager auch zur Quarantäne genutzt, ab Winter 1944/45 als Sterbelager, ähnlich der KZ-Außenlager Kaufering IV – Hurlach und Saulgau. Arbeitsunfähige der Kauferinger, wie auch anderer Dachauer KZ-Außenlager wurden hierher gebracht. Im Gegensatz zum anderen Sterbelager in Hurlach war dieses Außenlager für Gefangene bestimmt, „die körperlich heruntergekommen“ waren, jedoch die Chance auf eine Wiederherstellung der „teilweisen Arbeitsfähigkeit“ bestand. Das Sterben in diesem Lager blieb nicht unbemerkt. Ortsansässige Augenzeugen berichteten, dass jeweils bis zu 15 Tote in flachen Gruben von 1,3 mal 1,5 Metern Größe verscharrt wurden.
Über den gesamten KZ-Außenlagerkomplex Kaufering kamen in den zehn Betriebsmonaten etwa die Hälfte der Gefangenen ums Leben. Hier war eine neue Dimension der Brutalisierung des KZ-Systems erreicht, es handelte sich weniger um typische Außenlager des KZ Dachau, sondern vielmehr die Fortsetzung der Linie des Konzentrationslager Auschwitz, des Konzentrations- und Vernichtungslagers Lublin-Majdanek und weiterer.
Zu diesem Außenlager sind praktisch keine überlebenden Zeitzeugen bekannt. Eine der wenigen Ausnahmen ist Jack Bresler, der nach der Selektion im KZ Auschwitz im Spätsommer 1944 mit seinem Bruder Joseph zunächst in dieses Außenlager des Lagerkomplexes Kaufering transportiert wurde. Eine weitere Ausnahme ist Hermann Zwi Kratz, der gemeinsam mit seinem Vater im Lager war und seinen Vater dort begraben musste, sowie Charles Baron, ein französischer Jude aus Paris.

### Männerlager – Erdhütten
Für die Unterbringung wurden hier 55 Erdhütten errichtet. Wie in den anderen Kauferinger Lagern auch, mussten die Männer in diesen schlafen. In diesen niedrigen Erdhütten konnte man nicht gerade sitzen, am Fußende waren sie wegen des Daches nur zehn Zentimeter hoch.

### Frauenlager – Tonflaschenhütten
Für die weiblichen KZ-Gefangenen – alle Jüdinnen – wurden sechs „Tonflaschenhütten“ errichtet. Sie waren 13,5 Meter lang, 6,1 Meter breit und bis zu 2,8 Meter hoch, denn der Hüttenboden befindet sich einen Meter unter dem Geländeniveau. Sie waren zur Tarnung mit Erde bedeckt. Aufgebaut waren sie als Tonnengewölbe aus vielen direkt aneinander stehenden Einzelbögen ineinander gesteckter Tonröhren – der Form wegen „Tonflaschen“ – aus Terrakotta, nach einem Patent des Franzosen Jaques Couelle. Auch die Frauen mussten auf Baustellen der Bunkeranlagen arbeiten, wie auch in der Landwirtschaft, Küchen-, Reinigungs- oder Holzkommandos.

## Räumung des Lagers
Am 14. April 1945 war das Lager laut Organisation Todt noch mit 1180 Männern und 195 Frauen belegt, zusammen 1375 Gefangenen. Die Räumung erfolgte wohl am 24. April als Todesmarsch zum KZ Dachau, möglicherweise mittels Bahnverladung in Emmering. Sie dürfte über den Sammelpunkt KZ-Außenlager Kaufering I – Landsberg erfolgt sein.

## Juristische Aufarbeitung
Der ungarische Freiwillige der Waffen-SS Georg Fiederer von der Wachmannschaft wurde 1948 wegen gefährlicher Körperverletzung zu zwei Jahren Haft verurteilt. Die Lagerführer Arno Lippmann und Johann Baptist Eichelsdörfer wurden im Dachau-Hauptprozess zum Tode verurteilt und im Mai 1946 hingerichtet.

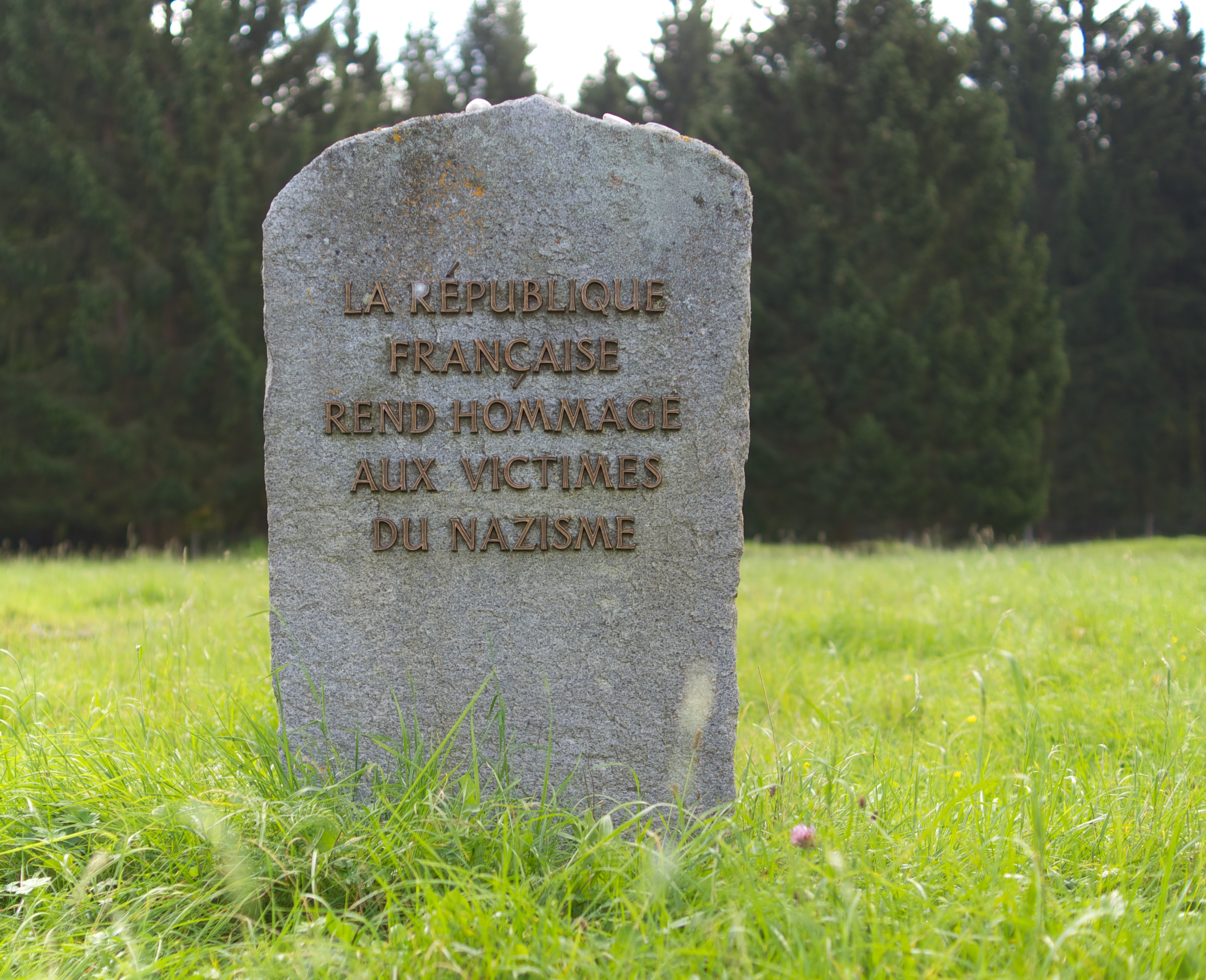
Gedenkstein der französischen Republik

## Erinnerung und Gedenken

### Dokumentationszentrum
Seit 1984 verfolgt die Bürgervereinigung Landsberg im 20. Jahrhundert die Idee eines Dokumentationszentrums. Eine Realisierung scheiterte aufgrund von mangelnder finanzieller Unterstützung und unklarer Verantwortlichkeiten auf dem Grundstück. Mit Stand 2022 bereitet die Stiftung Bayerische Gedenkstätten seit 2005, auf Basis einer gemeinsam mit dem Verein Europäische Holocaust Gedenkstätte Stiftung e. V., dem Besitzer der Überreste und einem Teil des Grundstückes, entwickelten Machbarkeitsstudie eine würdige Gestaltung der Überreste dieses Lagers vor. Seit 2012 ist die Errichtung eines Dokumentationszentrums wieder im Gespräch. Mitte 2021 beauftragte der Stadtrat der Stadt Landsberg seine Verwaltung mit der dazu nötigen Planung.

### Gedenkort
Auf einem Teilgrundstück am westlichen Ende des ehemaligen KZ-Außenlagers befindet sich seit 1985 die „Europäische Holocaustgedenkstätte“ mit mehreren internationalen, europäischen Gedenksteinen, aufgestellt von 10 Staatsoberhäuptern in Gedenken an deren Opfer, einer alten Kipplore aus der Zwangsarbeiterfabrik eines anderen Außenlagers und drei seit 2016 restaurierten „Tonflaschenhütten“. Dieser Teil des Grundstückes wurde 1987 von der Bürgervereinigung Landsberg im 20. Jahrhundert erworben und kontinuierlich mittels Spenden zu einer Gedenkstätte ausgebaut. Damit befindet sich die aktuelle Gedenkstätte seit diesem Zeitpunkt in freier Trägerschaft und wird ehrenamtlich mittels Spenden betreut. Eine Besichtigung ist nach Voranmeldung und in individueller Begleitung von Vereinsmitgliedern ist jeder Zeit möglich.

### KZ-Friedhof Landsberg-Erpfting

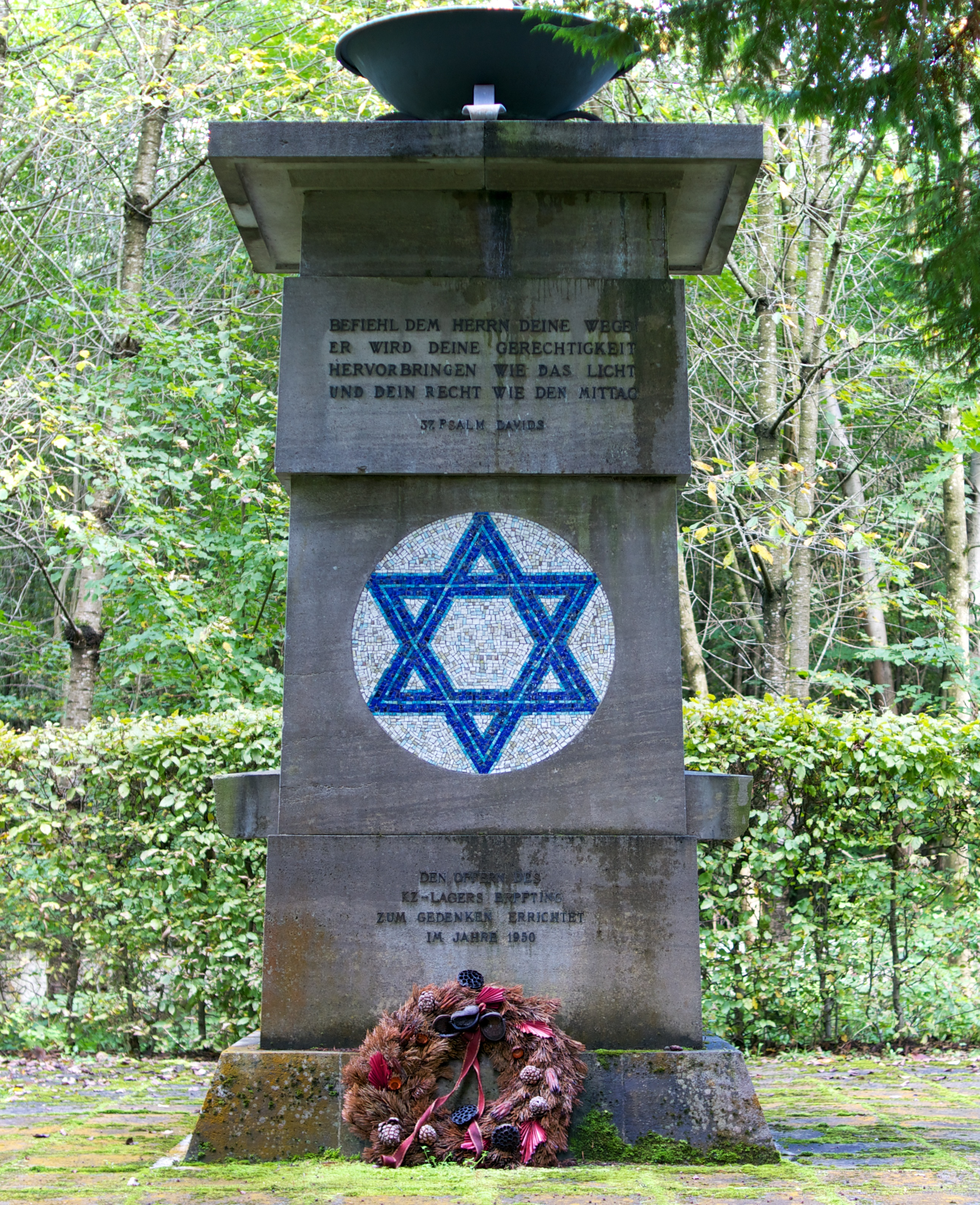
Zentraler Gedenkstein des KZ-Friedhofs.

Der KZ-Friedhof Landsberg-Erpfting befindet sich beim Ortsteil Erpfting im Wald. In ihm ruhen in neun Massengräbern die sterblichen Überreste von 2000 Todesopfern des KZ-Außenlagers. Der zentrale Gedenkstein trägt einen großen blauen Davidstern und die Inschrift:
Befiehl dem Herrn Deine Wege

Er wird Deine Gerechtigkeit

hervorbringen wie das Licht

und Dein Recht wie den Mittag

37. Psalm Davids

Den Opfern des

KZ-Lagers Erpfting

zum Gedenken errichtet

im Jahre 1950
Das Bayerische Landesamt für Denkmalpflege führt diesen Friedhof in der Liste der Baudenkmäler unter der Ortsbezeichnung „Hartmahd“ (D-1-81-130-73), das Bodendenkmal unter D-1-7931-0084.

## Film
- United States Holocaust Memorial Museum: Oral history interview with Zvi Za'ira. In: Film, Audio and Video / Testimony. ushmm.org, 1. April 1992, abgerufen im September 2021 (hebräisch, Accession Number 1995.A.1272.174, RG Number RG-50.120.0174): „transport to Dachau to camp number 7 (Kaufering VII or Erpfting Concentration camp) […] worked in the forests chopping woods and digging. Escaped from the the camp, captured, and was about to be hanged, but was rescued because the Allied forces were approaching.“